# Тригатрон

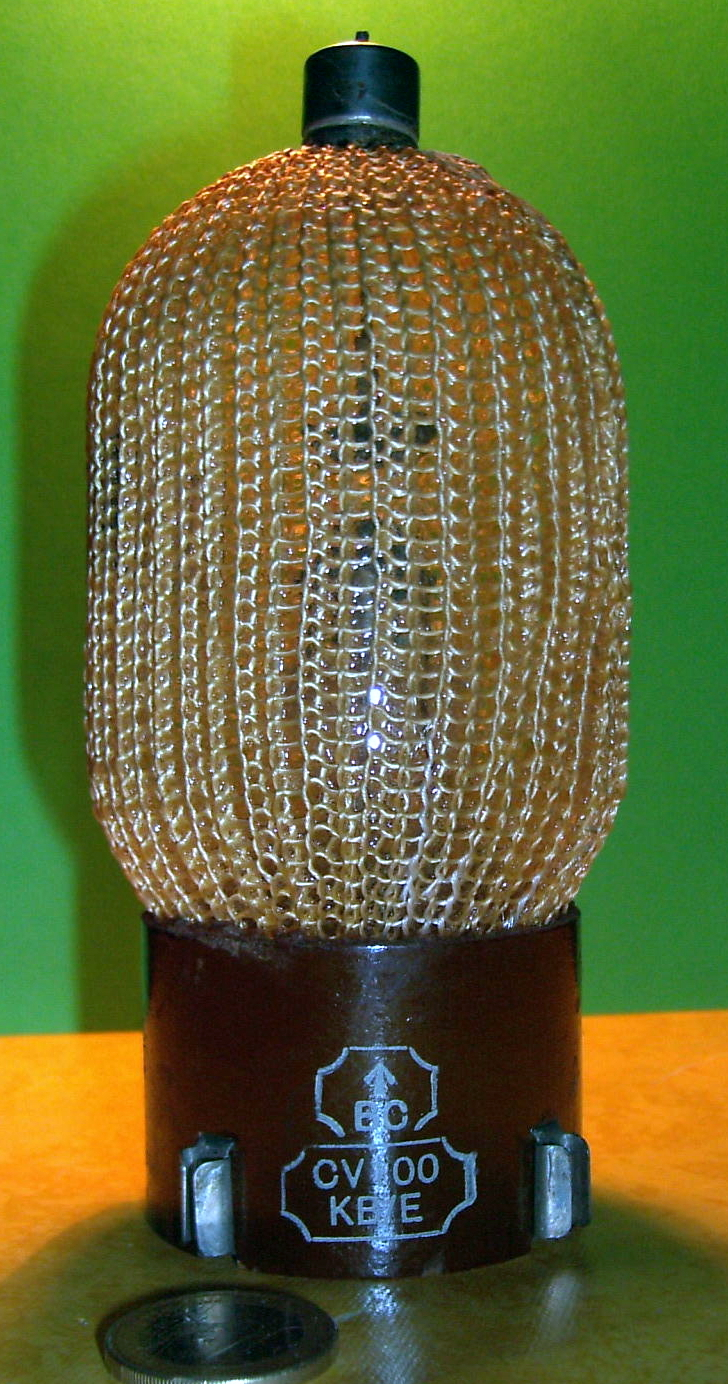
Тригатрон CV100

Тригатро́н (від англ. trigger — пусковий пристрій, пусковий сигнал та другої половини слова «елекТРОН») або керо́ваний розря́дник — триелектродний нерезонансний розрядник з холодним катодом і з керуванням моментом виникнення імпульсного розряду за допомогою запалювального електрода. Використовується для керування високими напругами і великими струмами (зазвичай 10-100 кВ, 20-100 кА і аж до мегаамперів).

## Конструкція
Тригатрон містить три електроди — два масивних (головних) для пропускання струму і малий керувальний електрод. Коли тригатрон вимкнений, напруга між головними електродами повинна бути меншою від напруги пробою, яка залежить від відстані між головними електродами й виду діелектрика, що застосовується (повітря, аргоно-киснева суміш, азот, водень чи елегаз).
За конструкцією тригатрони бувають відкритими (розряд відбувається у повітрі) і герметизовані (електроди поміщають у скляну або керамічну оболонку, наповнену газом при тиску 10…10³ кН/м²). Керувальний електрод розташовують між основними електродами або в порожнині одного з них.
Тригатрон може бути заповнений, також, рідким діелектриком (наприклад, мінеральною оливою) для підвищення робочої напруги. Тригатрон може бути розрахований на багаторазове використання (понад 10 000 перемикань), й може бути одноразовим, з руйнуванням протягом першого увімкнення.
Головні електроди зазвичай виготовляються з бронзи або компаунда мідь-вольфрам, отриманого методом порошкової металургії.
Скляні тригатрони часто покривають захисною металевою сіткою, щоб уникнути розлітання шматочків скла при розриві колби.

## Принцип роботи
Щоб увімкнути тригатрон, на керувальний електрод подається високовольтний імпульс. Він іонізує газ між керувальним і одним з головних електродів, в результаті чого виникає іскровий розряд, який вкорочує неіонізований проміжок між головними електродами. Це призводить до появи електричного пробою і між головними електродами виникає електрична дуга з малим електричним опором. Дуга триває доти, поки напруга між головними електродами не стане меншою за деяке значення.
Керувальний електрод часто розташовують в порожнині по центру позитивного головного електрода (анода); негативний електрод (катод) виготовляють без отворів.
Електроди сильно нагріваються, так як зазнають впливу електричної дуги, що призводить до поступового випаровування матеріалу електродів. Окремі конструкції тригатронів передбачають певні способи регулювання відстані між електродами або повної заміни електродів.

## Застосування
Тригатрони знаходять застосування в імпульсній техніці, наприклад, вони використовувались в модуляторах перших радарів для передавання потужних імпульсів на магнетрони. Використовуються для керування електродетонаторами і як розрядники в генераторах Маркса.